# Olivinriska
Olivinriska (Lactarius olivinus) är en svampart som tillhör divisionen basidiesvampar, och som beskrevs av Kytöv. Olivinriska ingår i släktet riskor, och familjen kremlor och riskor. Enligt den svenska rödlistan är arten nära hotad i Sverige. Arten förekommer i Götaland, Svealand, Nedre Norrland och Övre Norrland. Artens livsmiljö är skogslandskap.